# Vilcsek Béla
Vilcsek Béla (Budapest, 1956. szeptember 12. – 2021. augusztus 5.) magyar irodalomtörténész, kritikus, egyetemi tanár.

## Életpályája
Szülei: Vilcsek Béla és Gyimesi Irma voltak. 1976-1980 között a budapesti Ho Si Minh Tanárképző Főiskola hallgatója volt magyar-angol szakon. 1980-1983 között az ELTE Bölcsészettudományi Kar hallgatója volt magyar szakon, és ugyanebben az időben a Ho Si Minh Tanárképző Főiskola közművelődési előadója is volt. 1983-tól öt évig az ELTE Tanárképző Főiskolai Karának titkárságvezetője, 1988-2003 között docense volt. 2004 óta az ELTE Bölcsészettudományi Kar oktatója.
Kutatási területe a XX. századi magyar irodalom, irodalomelmélet és verstan. Kb. 50 könyv, tankönyv, segédlet szerzője, szerkesztője. 100 nagyobb tanulmány, kritika szerzője.
1981-ben házasságot kötött Czene Ottíliával. Egy lányuk született: Andrea (1984).
2021. augusztus 6-án elhunyt.

## Kitüntetése
- A Magyar Érdemrend tisztikeresztje (2016)

## Művei
- Irodalomelméleti tanulmányok. A műalkotás születése és megközelítése (1993)
- Verstani gyakorlatok (1993)
- Mozaik. Válogatás (szerkesztette Simon Lászlóval és Tallai Gáborral, 1993)
- Irodalomtörténet, irodalomértés (szerkesztette Cs. Varga Istvánnal, 1995)
- Az irodalomtudomány "provokációja". Az irodalmi folyamat (tanulmány, 1995)
- Érték és mérték. Verstani példatár (1996)
- A mesterség dicsérete. Értelmezések 1993-1998 (1998)
- Igennem. Szépirodalmi antológia (1998)
- A modern irodalomtudomány kialakulása. A pozitivizmustól a strukturalizmusig (Bókay Antallal, 1998)
- Magyar verstani szöveggyűjtemény I. (Kecskés Andrással, 1999)
- Radnóti Miklós (monográfia, 2000)
- Petőcz András (monográfia, 2001)
- Hiátus. Válogatás (2001)
- Az irodalomtudomány "provokációja". A műalkotás születése és megközelítése (2002)
- A posztmodern irodalomtudomány kialakulása. A posztstrukturalizmustól a posztkolonialitásig (2002)
- A megtalált csönd. Ezredfordulós értelmezések 1998–2001 (2002)
- A telített pillanat. Elemzések, értelmezések, életpályák; Tipp Cult, Bp., 2006 (Parnasszus könyvek. Magasles)
- A drámaíró Babits Mihály (2008)
- Radnóti Miklós; Savaria University Press, Szombathely, 2009
- Költőportrék. Értelmezések, 2008–2012; Rím, Bp., 2012
- A kritika válsága. A válság kritikája; Napkút, Bp., 2014
- Cselényi László élete és életműve; Szlovákiai Magyar Írók Társasága, Dunaszerdahely, 2016 (Opus könyvek)
- Hármaskönyv. Kulcsár Ferenc, Tóth László, Varga Imre; Szlovákiai Magyar Írók Társasága, Dunaszerdahely, 2017 (Opus könyvek)
- A halandó bosszúja. Turczi István. Monográfia; AmbrooBook, Győr, 2017